# Riutansaari (ö i Mellersta Finland)
Riutansaari är en ö i Finland. Den ligger i sjön Kolima och i kommunen Pihtipudas i den ekonomiska regionen  Saarijärvi-Viitasaari och landskapet Mellersta Finland, i den centrala delen av landet, 400 km norr om huvudstaden Helsingfors. Öns största längd är 0,7 kilometer i sydöst-nordvästlig riktning.